# Intel 8282

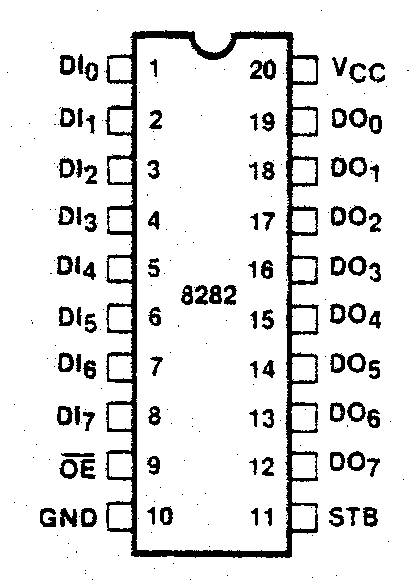
Pinbelegung des 8282

Der Intel 8282 ist ein 8-Bit-Latch, der primär für die Intel-8086/8087/8088/8089-Prozessoren entwickelt wurde. Der Baustein wird im 20-Pin-DIL-Gehäuse geliefert. Mit den ROM-losen Versionen der MCS-48- und MCS-51-Mikrocontroller (8035/8039 sowie 8031/8032) können kompakte Systeme mit externem ROM/EPROM realisiert werden. Der 8282 kann auch in 8080/8085-Systemen anstelle des 8212 eingesetzt werden. Ist OE (Output Enable) auf GND geschaltet, ist der Baustein angewählt. STB (Strobe) ist mit dem Anschluss ALE (Address Latch Enable) des Prozessors verbunden und übernimmt damit die Adressdaten aus dem gemultiplexten Adress-/Datenbus. Beim 8283 werden die Daten invertiert.
Die gleiche Funktionalität, aber eine andere Anschlussbelegung wie der 8282, besitzt auch der 74xx573 aus der 74xx Reihe.
Der Intel 8282 wurde u. a. an NEC und Siemens lizenziert. Vom VEB Halbleiterwerk Frankfurt (Oder) wurde der Intel 8282 als DS8282D hergestellt.

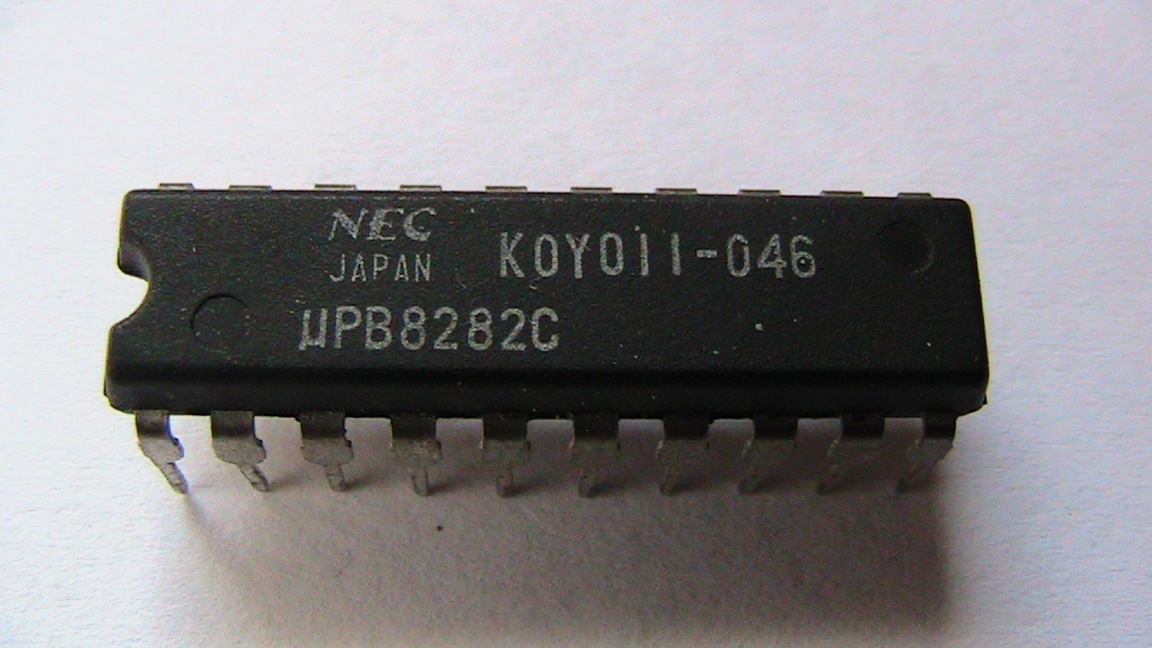
µPB8282C der Firma NEC, Japan
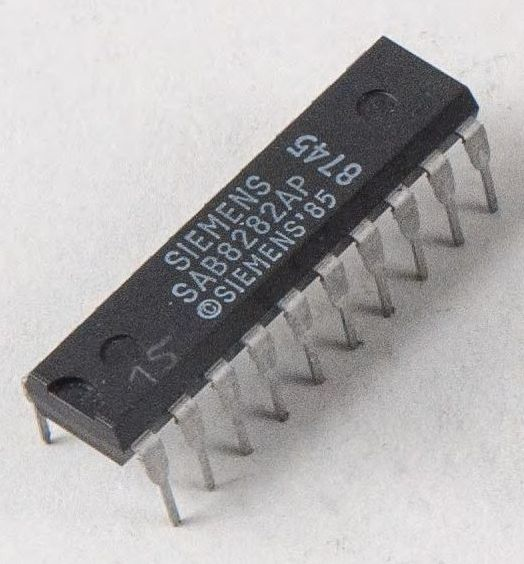
Siemens SAB8282AP im Deutschen Museum
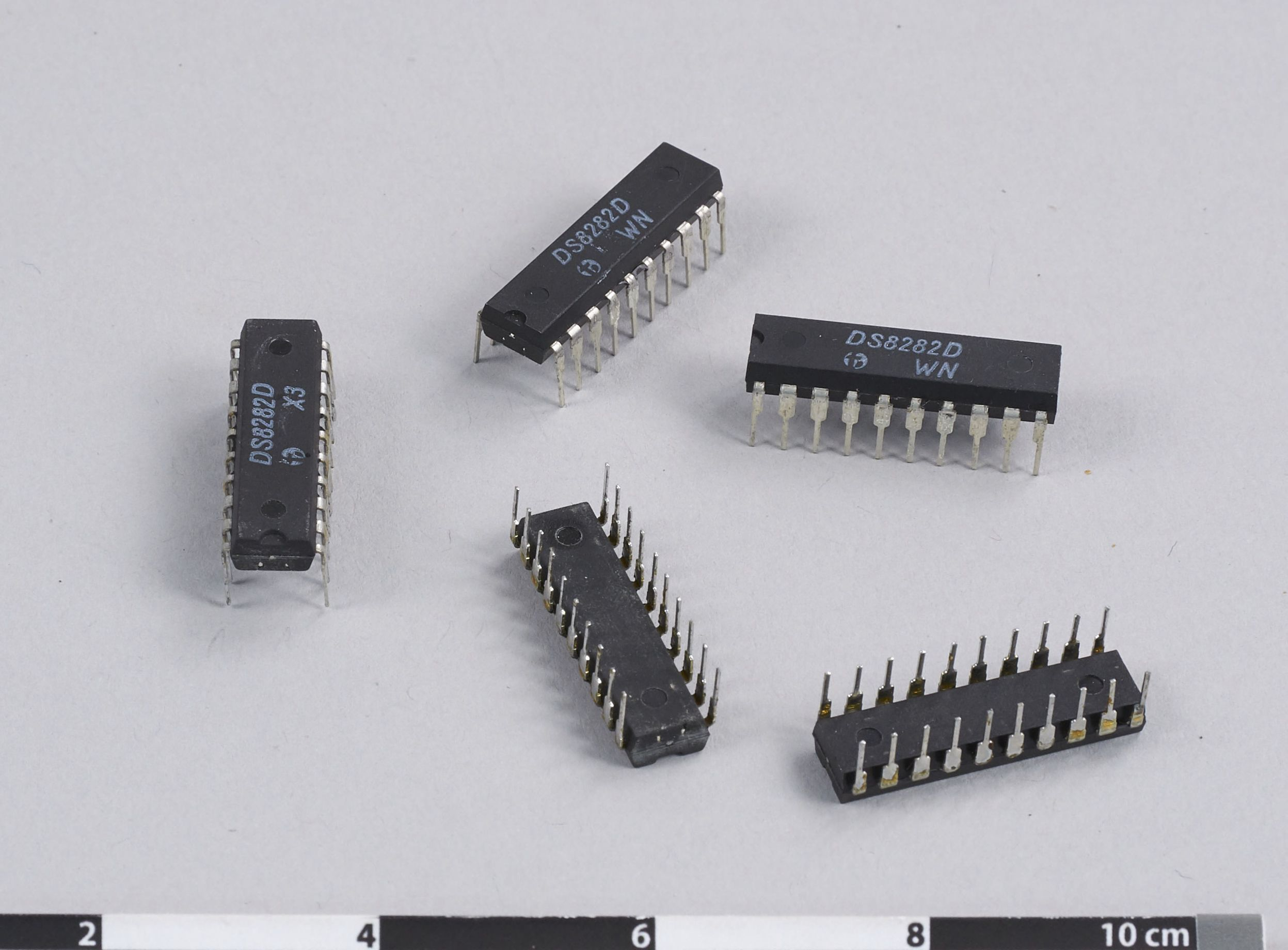
HFO DS8282D im Deutschen Museum
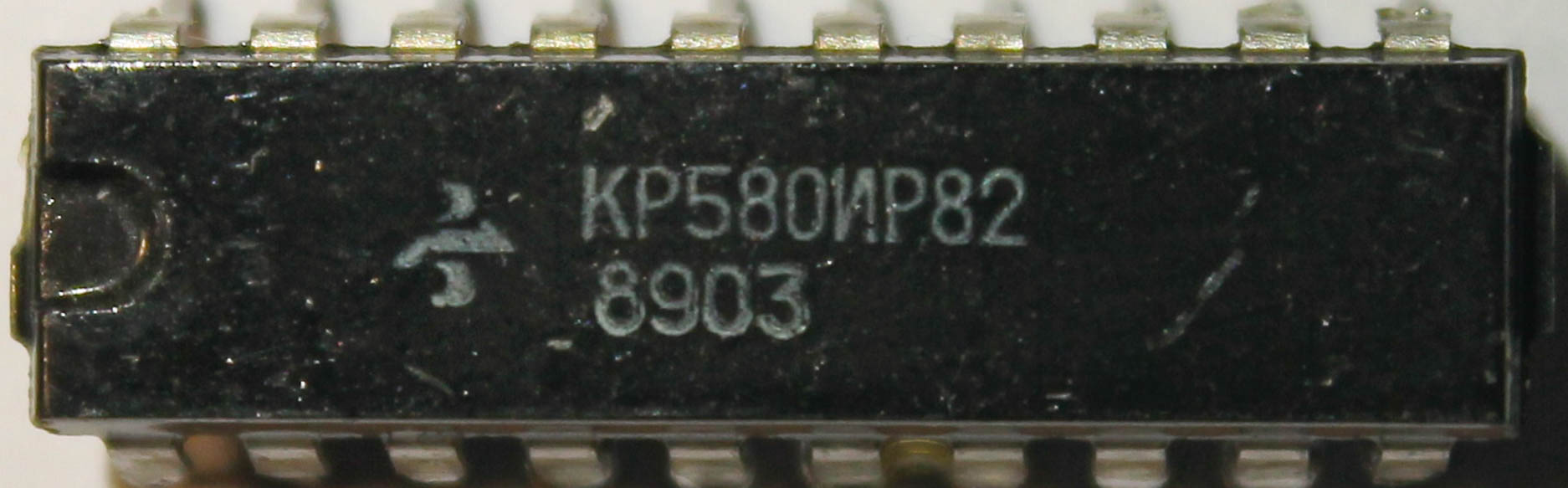
Äquivalenter Schaltkreis KR580IR82 aus sowjetischer Produktion